# Bhutanische Fußballnationalmannschaft der Frauen
Die bhutanische Frauenfußballnationalmannschaft ist eine Auswahlmannschaft der Bhutan Football Federation, die das Land Bhutan auf internationaler Ebene bei Frauen-Länderspielen vertritt. Die Mannschaft nahm bislang nur an der Südasienmeisterschaft und nicht an der Qualifikation für die Asienmeisterschaften respektive die Weltmeisterschaften teil. Derzeitiger Trainerin ist die ehemalige südkoreanische Nationalspielerin Hong Kyung-suk.

## Geschichte
Ihr erstes internationales Freundschaftsspiel bestritt die Mannschaft am 6. Dezember gegen die Auswahl von Bangladesch und verlor dort mit 0:7. Kurz darauf stand das erste Turnier der Mannschaft im Dezember 2010, mit der Erstaustragung der Südasienmeisterschaft an. Bei dem Turnier in Bangladesch wurde das Team in die Gruppe A gelost, dort endete das erste Spiel mit einer 0:18-Niederlage gegen Indien. Der einzige Punkt konnte im letzten von drei Spielen bei einem 1:1 gegen Sri Lanka erzielt werden. Bei der zweiten Ausgabe im Jahr 2012 fand das Turnier in Sri Lanka statt. In Gruppe A gelang kein Punktgewinn, auch wenn die Niederlagen insgesamt geringer ausfielen. Ein 0:11 gegen Indien war indes ein weiteres Mal die höchste Niederlage im Turnier. Bei der Südasienmeisterschaft 2014 im November 2014 in Pakistan gelang erneut kein Punktgewinn. Bei der 1:4-Niederlage gegen Pakistan konnte ein Tor erzielt werden. Höchste Niederlage war ein 0:8 gegen Nepal. Die Leistung bei der Südasienmeisterschaft 2016 gleicht der vorherigen fast wie einem Spiegelbild. Ein drittes Mal in Folge gab es keinen einzigen Punktgewinn. Jedoch zumindest ein weiteres Mal ein Tor, diesmal bei einem 1:3 gegen die Auswahl der Malediven. Zudem erneut gab es ein 0:8 gegen Nepal. An der Ausgabe 2019 nahmen wenige Teams teil. Zusammen mit Nepal, wo das Turnier stattfand, als auch Bangladesch gelang in der Gruppe A wieder einmal kein Punkt und kein Tor. Mit einer 0:3-Niederlage im Eröffnungsspiel gegen Nepal, sowie einer 0:2-Niederlage gegen Bangladesch konnte man eine deutliche Leistungssteigerung erreichen. Bei der Südasienmeisterschaft 2022 in Nepal gelang dann auch der erste Sieg überhaupt, als man im Gruppenspiel mit 5:0 gegen Sri Lanka gewann und ins Halbfinale des Wettbewerbs einzog. Dort unterlag man allerdings dem späteren Sieger Bangladesch mit 0:8.

## Turniere

### Olympische Spiele
- 1996 bis 2020 – nicht teilgenommen
- 2024: nicht qualifiziert
- 2028: nicht qualifiziert

### Weltmeisterschaft
- 1991 bis 2023 – nicht teilgenommen
- 2027 – nicht qualifiziert

### Asienmeisterschaft
- 1975 bis 2022 – nicht teilgenommen
- 2026 – nicht qualifiziert

### Südasienmeisterschaft
- Südasienmeisterschaft 2010 – Gruppenphase
- Südasienmeisterschaft 2012 – Gruppenphase
- Südasienmeisterschaft 2014 – Gruppenphase
- Südasienmeisterschaft 2016 – Gruppenphase
- Südasienmeisterschaft 2019 – Gruppenphase
- Südasienmeisterschaft 2022 – Halbfinale
- Südasienmeisterschaft 2024 – Halbfinale